# 分枝DNA
分枝DNA訊號放大技術（英文：branched DNA，縮寫：b-DNA），是一種訊號放大技術，可用於檢測DNA及RNA，不同於一般是用PCR擴增目標序列，b-DNA並沒有擴增序列，也因此不易受汙染產生的非專一性序列影響，也比PCR更能忍受目標序列變異造成的影響 ，目前常用於監控HIV及HCV病毒載量。

## 原理
在固定支撐物上(如96孔盤)固定捕捉探針，再加入叫抓取擴展分子(Capture extender,CEs)的寡核苷酸，它用來抓取目標物並將其固定在固定支撐物，之後加入樣品讓CEs雜交抓取固定住，接著加入標籤擴展分子(Label extenders,LEs)(為靶序列專一性寡核甘酸)結合標定。
此技術可分為一代及二代、三代，第一代中，LEs結合分枝DNA訊號放大分子(branched DNA amplifier,bDNA)，bDNA再結合數個鹼性磷酸酶探針(alkaline phosphatase probe)，而在二代及三代LEs則是先結合了前置訊號放大分子(preamplifier)，再結合bDNA，能得到更強的訊號放大，使靈敏度再提升，能偵測到更微量的目標物(從一代的10000提升至500)，但也因此可能有非專一性雜交反應產生(如bDNA、preamplifier、鹼性磷酸酶探針和非靶序列雜交)，會提升背景值。可在設計前述三者時加入30%的異鹼基:異胞嘧啶(isocytidine,isoC)及異鳥苷酸(isoguanosine,isoG)，這些含異常核苷酸的分子不會和任何正常DNA序列有交互作用，故不會有背景值干擾的問題。
最後加入鹼性磷酸酶的螢光受質(如ELF 97、X-Phos)產生化學冷光(chemiluminescence)並使用冷光儀偵測螢光訊號。